# Jeep Wagoneer (1962)
Jeep Wagoneer – samochód osobowy typu SUV klasy wyższej, a następnie klasy kompaktowej produkowany pod amerykańską marką Jeep w latach 1962 – 1991.

## Pierwsza generacja

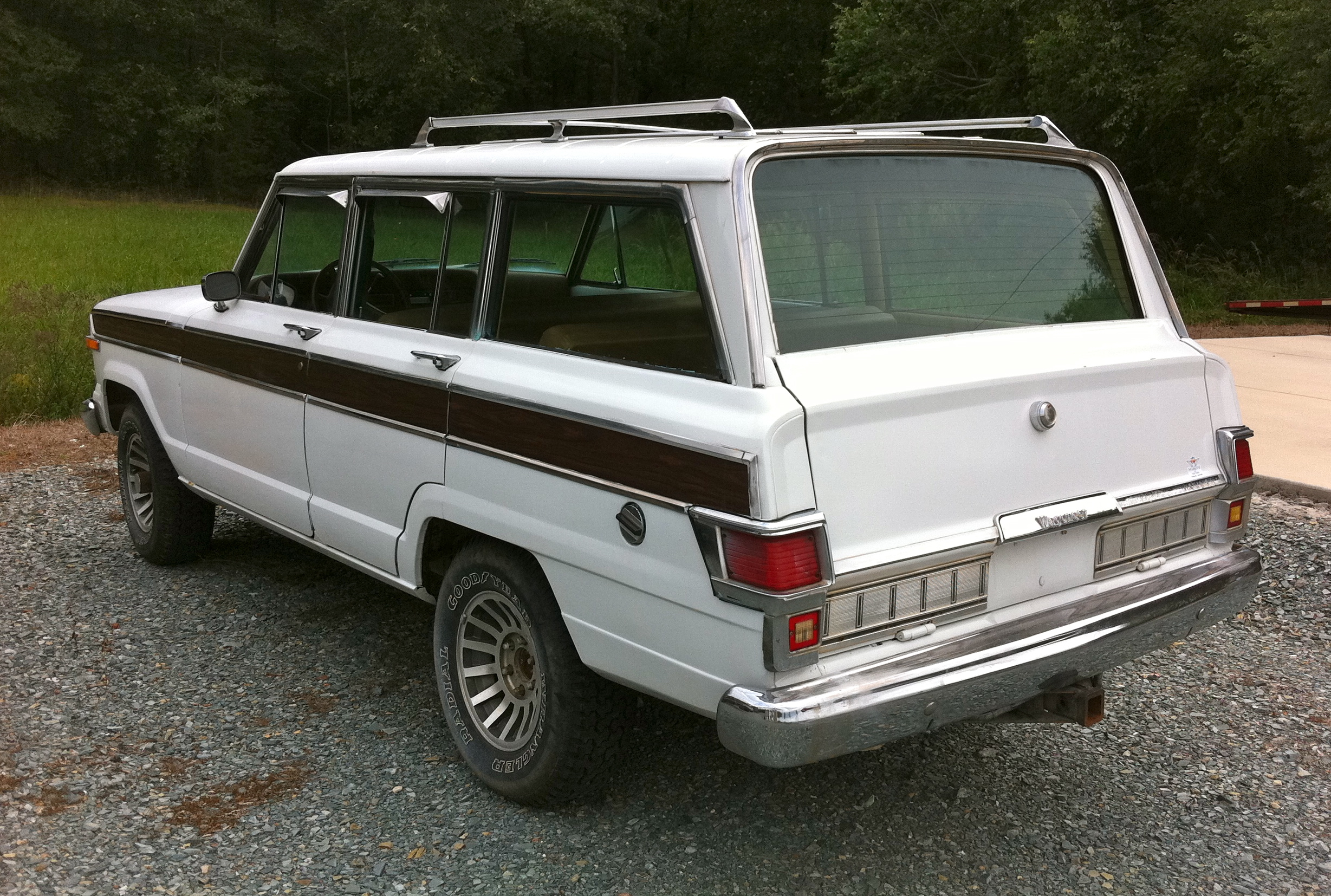
Jeep Wagoneer I - tył

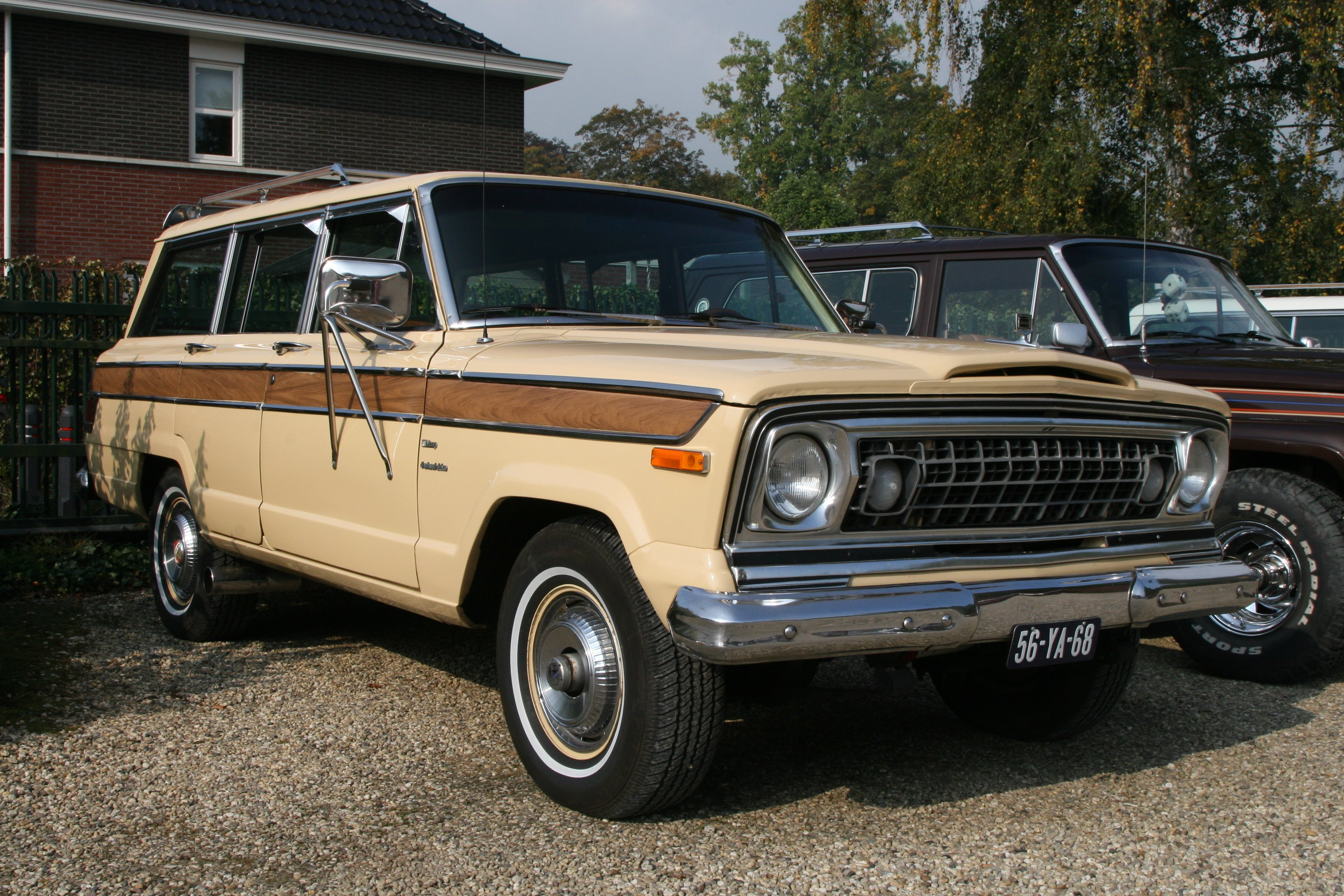
Jeep Wagoneer I po liftingu

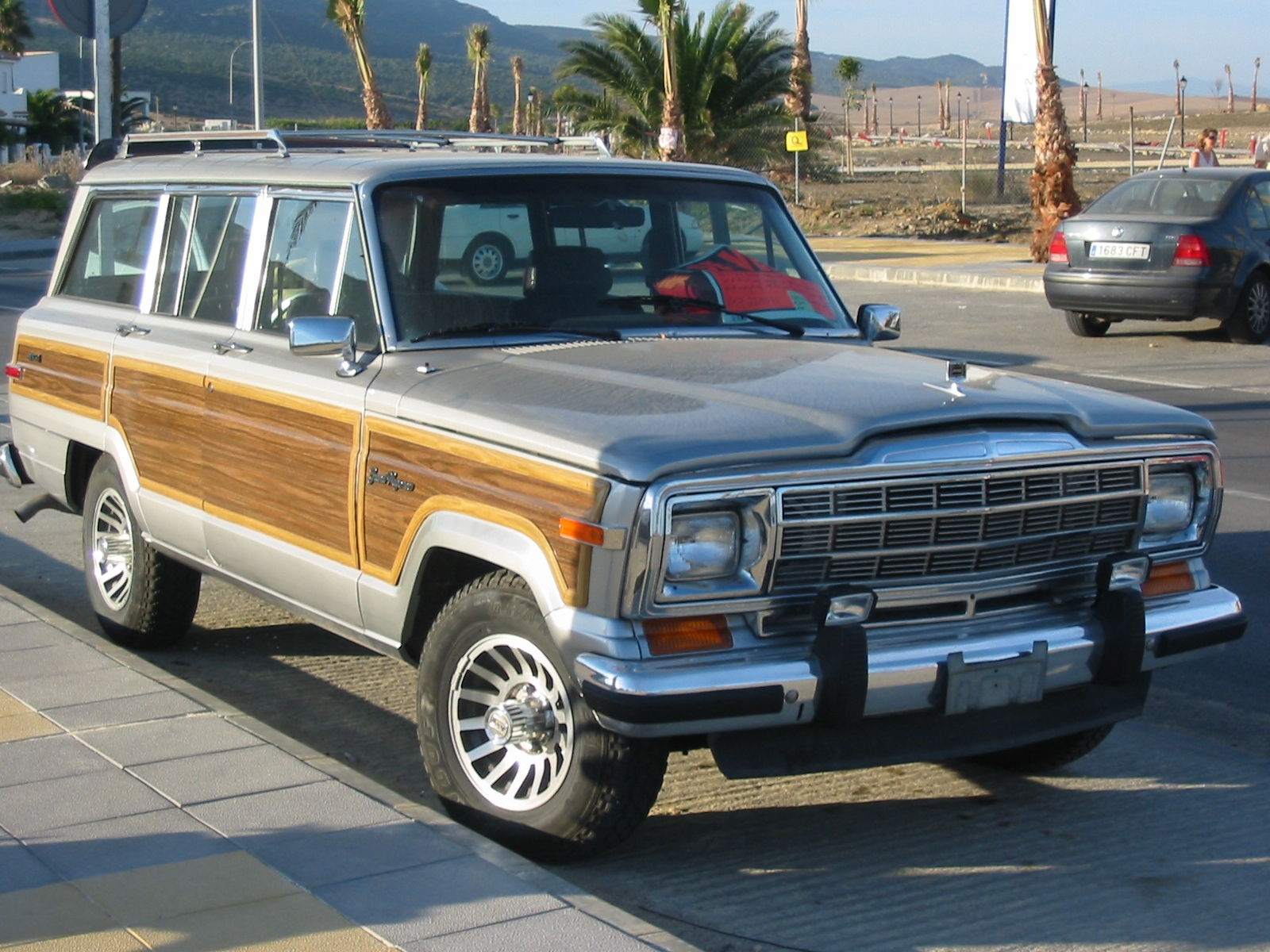
Jeep Grand Wagoneer I - model po drugim liftingu

Jeep Wagoneer I został zaprezentowany po raz pierwszy w 1962 roku.
W 1962 roku Jeep przedstawił pełnowymiarowy model Wagoneer, który w przeciwieństwie do innych ówczesnych modeli marki wyróżniał się charakterem bliższym samochodu osobowego, łącząc cechy pojazdu terenowego i kombi jako jeden z pierwszych przykładów samochodu typu SUV. Przy dużym prześwicie, Wagoneer charakteryzował się dużą, pięciodrzwiową, kanciastą kabiną pasażerską. Przednią część nadwozia zdobiła wąska, chromowana atrapa chłodnicy, a także podwójne okrągłe reflektory.

### Restylizacje
W 1967 roku Jeep Wagoner pierwszej generacji przeszedł obszerną modernizację nadwozia, zyskując zupełnie nowy wygląd pasa przedniego. Pojawiła się duża, chromowana atrapa chłodnicy z szerzej rozstawionymi, pojedynczymi reflektorami, a także inny wygląd zderzaków i nowa kolorystyka nadwozia.
W 1984 roku Jeep przeprowadził gruntowną modernizację swojej oferty modelowej, prezentując nowe konstrukcje i wprowadzając duże zmiany w nazewnictwie. Wagoneer po modernizacji stał się nową, oddzielną linią modelową o nazwie Grand Wagoneer, z kolei pod nazwą Wagoneer zadebiutowała nowa, druga generacja modelu opracowana według innej koncepcji.

### Silniki
- L6 3.8l
- L6 4.2l
- V8 5.4l
- V8 5.7l
- V8 5.9l
- V8 6.6l

## Druga generacja

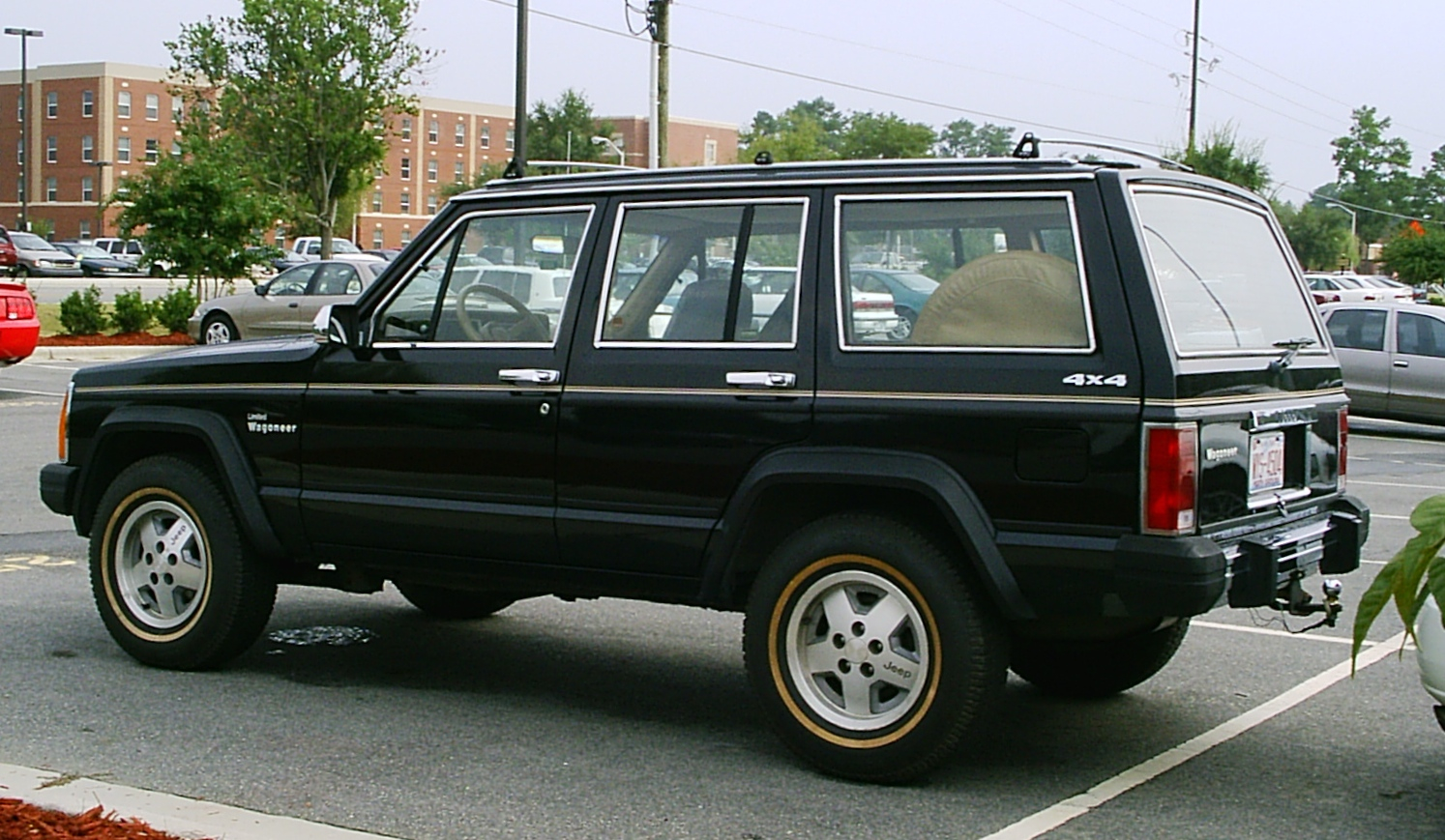
Jeep Wagoneer II - tył

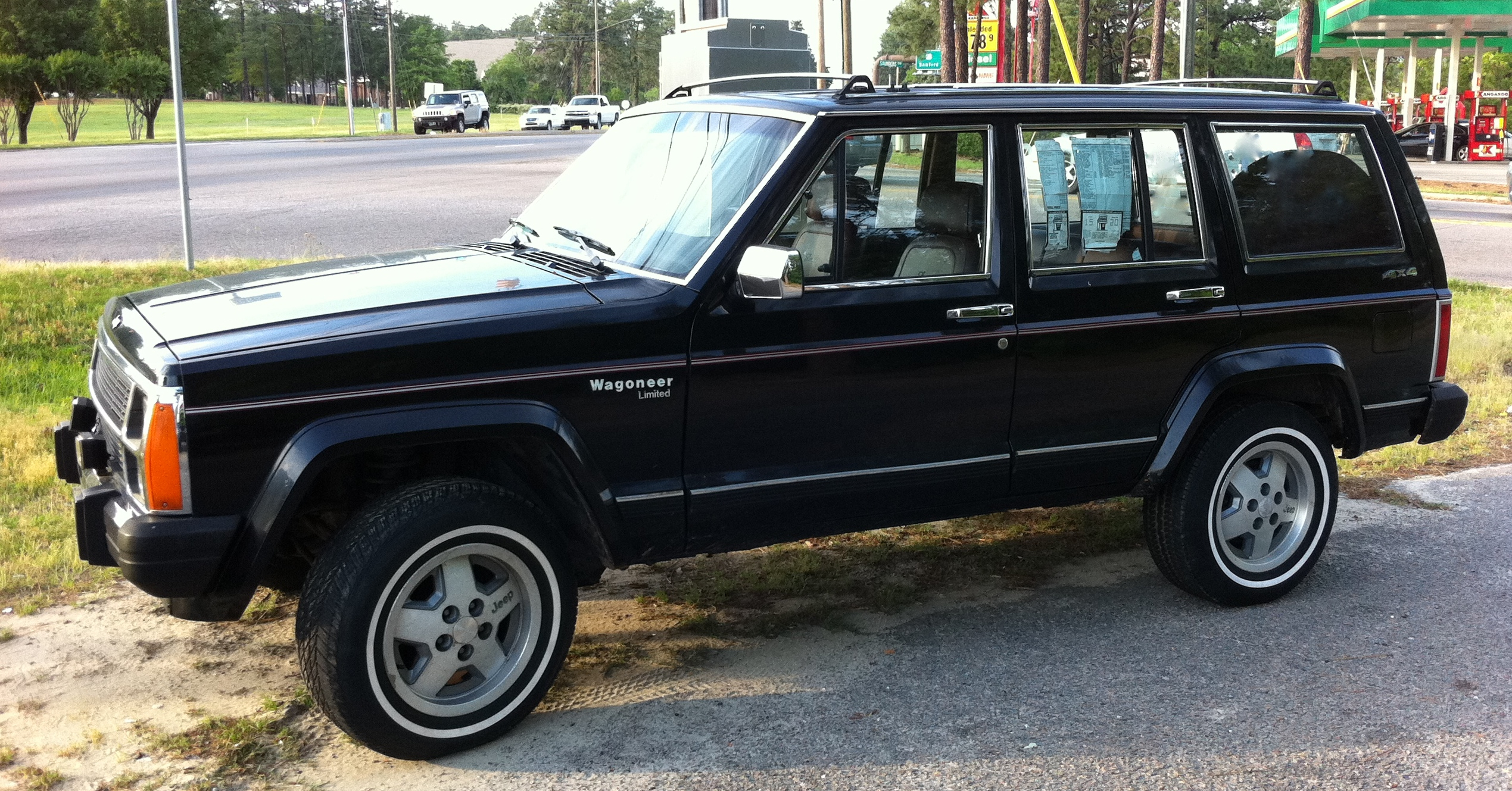
Jeep Wagoneer II - sylwetka

Jeep Wagoneer II został zaprezentowany po raz pierwszy w 1984 roku.
Po tym, jak dotychczasowy Jeep Wagoneer w 1984 roku został przemianowany na nową linię modelową Grand Wagoneer, jego miejsce zajął zupełnie nowy model opracowany na bazie przedstawionego rok wcześniej Cherokee drugiej generacji. Samochód był wyraźnie mniejszy od poprzednika, charakteryzując się kompaktowymi wymiarami i charakterystyczną, kanciastą sylwetką. 
Wobec pokrewnego Cherokee, Jeep Wagoneer II pełnił funkcję bardziej luksusowego, topowego wariantu, odróżniając się od niego innym kształtem reflektorów i atrapy chłodnicy, a także charakterystyczną okeliną na panelach bocznych imitującą drewno.

### Koniec produkcji
Produkcja Jeepa Wagoneera drugiej generacji zakończyła się po 6 latach rynkowej obecności w 1990 roku, kiedy to producent zdecydował się włączyć ten model w ofertę pokrewnej linii Cherokee jako jego topowa odmiana, najbardziej luksusowa Limited.

### Silniki
- L4 2.5l AMC
- L4 2.1l Diesel
- L6 4.0l AMC
- V6 2.8l GM LR2